# Aphanitisch
Aphanitisch (griech. ἀ-, ἀν a-, an- = un-, nicht- und φανερός phanerós = sichtbar, offenbar) nennt man das Gefüge eines Gesteins, dessen Einzelbestandteile so feinkörnig sind, dass sie mit dem bloßen Auge nicht voneinander zu unterscheiden sind.